# Патиљас (Порторико)
Патиљас (шп. Patillas) је општина у америчкој острвској територији Порторико, острвској држави Кариба.

## Демографија
По попису из 2010. године број становника је 19.277, што је 875 (-4,3%) становника мање него 2000. године.
| Група             | 2000.          | 2010.          |
| Белци             | 130 (0,6%)     | 73 (0,4%)      |
| Афроамериканци    | 2.482 (12,3%)  | 3.835 (19,9%)  |
| Азијати           | 23 (0,1%)      | 14 (0,1%)      |
| Хиспаноамериканци | 20.011 (99,3%) | 19.151 (99,3%) |
| Укупно            | 20.152         | 19.277         |